# Aurel Zanoci
Zanoci Aurel (n. 19 septembrie 1967, s. Varnița, raionul Anenii Noi, Republica Moldova) este un arheolog și istoric din Republica Moldova, conferențiar universitar, doctor în istorie, specialist în arheologia și istoria veche a Europei de Sud-Est din mileniul I a. Chr.  

## Studii și formare profesională
După absolvirea școlii din s. Varnița (1984), își continuă formarea profesională la Facultatea de Istorie a Universității de Stat din Moldova. În anii 1993-1996 urmează studiile de doctorat la aceeași universitate, care finalizează cu susținerea, în 1997, a tezei de doctor în istorie cu tema „Fortificațiile geto-dacice din spațiul extracarpatic în sec. VI-III a. Chr.”, realizată sub îndrumarea profesorului universitar Ion Niculiță, fiind primul dintre discipolii săi.
Pe parcursul activității sale științifice și didactice, beneficiază de mai multe stagii de formare profesională în universități și centre de cercetare din Europa, prin intermediul burselor DAAD (Serviciul German de Schimb Academic) și Erasmus la Universitatea din Heidelberg (1997-1998), Universitatea din Viena (2001), Comisiunea Romano-Germanică a Institutului German de Arheologie Arhivat în 13 aprilie 2021, la Wayback Machine. (Römisch-Germanische Kommission) (2003), Secția Eurasia a Institutului German de Arheologie Arhivat în 10 august 2020, la Wayback Machine. (Eurasien-Abteilung ) (2011), Universitatea Humboldt, Berlin (2012), Universitatea Friedrich Schiller din Jena (2014, 2016), Universitatea Liberă din Berlin (2018).

## Activitatea didactică
După absolvirea facultății, în anul 1991, este angajat la Catedra de Arheologie și Istorie Antică a Universității de Stat din Moldova, unde activează până în prezent, ocupând funcțiile de asistent (1991-1996), lector universitar (1996-1999) și conferențiar universitar (din 2000) și predând mai multe cursuri la Facultatea de Istorie și Filosofie, printre care: Istoria veche a spațiului românesc, Introducere în arheologie, Pre- și protoistoria Europei, Evoluția riturilor și ritualelor funerare la comunitățile barbare din Europa precreștină, Managementul patrimoniului arheologic etc. Din anul 2005 este abilitat cu dreptul de conducător de doctorat la specialitatea Arheologie, având, în prezent, doi doctoranzi sub îndrumare. Din 2015 este directorul Școlii doctorale Istorie, Arheologie și Filosofie de la Universitatea de Stat din Moldova. Participă în programele de mobilitate academică Erasmus + prin cursurile ținute la Institutul de Arheologie Preistorică, Universitatea Liberă din Berlin (2018, 2020).

## Activitatea științifică
Activitatea științifică se axează pe cercetarea epocii fierului, accentul fiind pus pe studierea habitatului și a practicilor funerare ale comunităților din spațiul danubiano-carpato-pontic. Începând cu anii de studenție și până în prezent, participă la cercetări arheologice de teren la situri arheologice de pe teritoriul Germaniei (Manching), Austriei (Stillfried), României (Cilic-Dere) și Republicii Moldova (Butuceni, Mașcăuți, Saharna, Horodiște etc.).
Din 1991 este angajat în Laboratorul de Cercetări Științifice „Tracologie” din cadrul Universității de Stat din Moldova, iar din 2020 deține funcția de șef al acestui laborator fiind conducătorul Proiectului de cercetare al Programului de Stat (20.80009.1606.14) -  Patrimoniul arheologic din epoca fierului în regiunea Nistrului Mijlociu și bazinul râului Cogâlnic: cercetare interdisciplinară și valorificare științifică (2020-2023). De asemenea, din 2015 este înscris în Registrul Arheologilor din Republica Moldova (nr. 7) ca fiind Arheolog Expert.
Rezultatele activității au fost prezentate la numeroase foruri științifice naționale și internaționale, ce și-au ținut lucrările în Republica Moldova, România, Bulgaria, Grecia, Serbia, Cehia, Polonia, Germania, Austria etc.
Este autor și coautor a patru monografii și a peste 80 de studii și articole științifice, precum și editor a 14 culegeri de articole științifice. Din 2018 este membru al UISPP (Uniunea Internațională de Științe Preistorice și Protoistorice) Arhivat în 13 mai 2021, la Wayback Machine.. Este Secretar de redacție al revistei Tyragetia, editată de Muzeul Național de Istorie a Moldovei, și membru al colegiului de redacție al revistei Thraco-Dacica Arhivat în 14 august 2020, la Wayback Machine., editată de Institutul de Arheologie „Vasile Pârvan”, București.

## Publicații

### Monografii
A. Zanoci, Fortificațiile geto-dacice din spațiul extracarpatic în secolele VI-III a. Chr. București, 1998, 328 p. 
I. Niculiță, S. Teodor, A. Zanoci, Butuceni. Monografie arheologică. București, 2002, 249 p.
I. Niculiță, A. Zanoci, T. Arnăut, Habitatul din mileniul I a. Chr. în regiunea Nistrului mijlociu: Siturile din zona Saharna. Chișinău, 2008, 408 p.
I. Niculiță, A. Zanoci, M. Băț, Evoluția habitatului din microzona Saharna în epoca fierului. Chișinău, 2016, 464 p.

#### Articole (selectiv)
A. Zanoci, Ferneinflüsse in der geto-dakischen Architektur. In: (Eds. Lang A., Salač V.) Fernkontakte in der Eisenzeit, Praha, 2002,  270-281
A. Zanoci, V. Banaru, Die frühhallstattzeitlichen Befestigungsanlagen im ostkarpatischen Raum. In: (Eds. Bolohan N., Mățău Fl., Tencariu F-A.) Signa Praehistorica. Studia in honorem magistri Attila László septuagesimo anno. Iași: Editura Universității "Alexandru Ioan Cuza", 2010, 403-441
A. Zanoci, Tipologia și evoluția construcțiilor defensive din spațiul est-carpatic în sec. XII/XI-III a. Chr. Tyragetia s.n. V/1, 2011, 117-152
A. Zanoci, Fortificațiile din arealul culturilor Babadag și Cozia-Saharna. In: (Eds. Ailincăi S-C., Țârlea A., Micu C.) Din preistoria Dunării de Jos. 50 de ani de la începutul cercetărilor arheologice la Babadag (1962-2012) (Actele conferinței „Lower Danube Prehistory. 50 years of excavations at Babadag”, Tulcea, 20-22 septembrie 2012), Brăila, 2013, 311-348
A. Zanoci, Typology and evolution of gates and access into early hallstattian fortresses in Tisa-Dniester space. Tyragetia s.n. IX/1, 2015, 7-27
A. Zanoci, Tipologia și evoluția zidurilor din piatră ale fortificațiilor hallstattiene târzii din spațiul tiso-nistrean. Revista Arheologică s.n. XI/1-2, 2015, 68-81
A. Zanoci, M. Băț, The specific features of the Getic fortifications in the Middle Dniester region (the Saharna and Horodiște-Țipova micro-zones). Plural V/2, 2017, 6-31
A. Zanoci, I. Niculiță, M. Băț, On the guard of the eastern border of the Getic world: Fortified sites in the Middle Dniester Basin. In: (Eds. V. Sîrbu, C. Schuster, D. Hortopan) Border Guards of the Passes,from the Fortresses and the Graves. The Bronze and Iron Ages. Proceedings of the 17th International Colloquium of Funerary Archaeology Târgu Jiu, Gorj County (Romania) 4th-7th October 2018, Târgu Jiu – Brăila, 2019, 313-340
A. Zanoci, M. Băț, Landscape and settlements in the southern part of the Middle Dniester region in the 4th-3rd centuries B.C. In: (Ed. P. Łuczkiewicz) Landschaft und Siedlungen. Archäologische Studien zur vorrömischen Eisenzeit- und älteren Kaiserzeit im Mittel- und Südost Europa, Lublin, 2020, 152-173